# Навчальна книга — Богдан
«Навчальна книга — Богдан» — українське книжкове приватне видавництво, засноване у Тернополі 1997 року. Директор та головний редактор видавництва Богдан Будний, заступник директора Георгій Домарецький.
Видає навчально-методичну, довідникову та художню літературу. Належить до трьох провідних видавництв України[джерело?]; учасник міжнародних книжкових виставок.
Видавництво займається книготорговельною діяльністю, має налагоджену мережу магазинів «Дім книги».

## Історія
У 1990-х роках викладач Тернопільського педагогічного університету, доктор педагогічних наук, професор Богдан Будний почав займатися книговидавництвом. Відтоді видавництво виросло з рамок провінційності до потужного європейського підприємства[джерело?]. Також, Богдан Будний обіймає посаду голови Тернопільського обласного відділення Асоціації книговидавців та книгорозповсюджувачів.
Видавництво розпочало роботу ще 1993 року публікацією книги «Довідник учня початкових класів». З 1997 року працює під назвою «Навчальна книга — Богдан».
Спершу спеціалізувалося на навчальній та методичній літературі. Зокрема, одними з перших під маркою «Навчальна книга — Богдан» вийшли у світ посібники та методичні видання «Збірник задач з математики. 1-3 класи», «Зошити з природознавства. 2-3 класи», «Супутник Букваря», підручник «Зарубіжна література» тощо.
До 2003 року видавництво значно розширило асортимент літератури. Крім навчальної літератури, розпочало випускати художню та довідникову літературу.
У переліку основних видань, що здобули відзнаки найкращих книжкових форумів України та світу, можна назвати «Зарубіжні письменники. Енциклопедичний довідник», «Микола Вінграновський. Вибрані твори. У 3-х томах», серії «Золота пектораль», «Світовид», «Дивоовид», «Горизонти фантастики», книги «Рукавичка», «Ріпка» та інші.

## Видавництво сьогодні
Сьогодні «Навчальна книга — Богдан» — одне з провідних видавництв України. Посідає третє місце за кількістю виданих книг. На його рахунку чимало перевірених часом та схвалених читачами підручників, посібників, художніх видань.
Видавництво займається книготорговельною діяльністю, співпрацює з більшістю видавництв України, зарубіжними видавництвами, має власну налагоджену систему збуту, мережу магазинів «Дім книги».
Із часу заснування видавництво бере активну участь у різноманітних книжкових виставках, ярмарках, форумах, серед яких — Львівський форум видавців, міжнародна книжковий ярмарок «Книжковий світ», міжнародний фестиваль «Книжковий Арсенал», книжкові виставки-ярмарки «Медвін», загальноукраїнська виставка-ярмарок «Буквиця», тернопільський фестиваль для дітей «Дивокрай», книжковий фестиваль «Джура-фест», Бібліотечний фестиваль, виставка-форум «Українська книга на Одещині», одеська книжкова виставка «Зелена хвиля», фестиваль української книги «Феодосія», харківський «Книжковий сад», хмельницька виставка «Дітям Поділля — книгу XXI століття» тощо.

## Про видання

### Навчальна література
Основну частину редакційного портфеля видавництва як за тематикою, так і за кількістю назв виданих книг, становить навчальна література.
Для молодших школярів видавництво розробляє та видає робочі зошити, мовні тренажери, бліцконтролі, картки поточного та тематичного контролю знань, збірники творів, довідкову літературу. Для учнів молодшої школи розроблені посібники і зошити із серій «Захоплююча українська», «Зіркова мандрівка», «Математика з усмішкою», «Природа рідного краю», «Світ малого українця», «Тямущий школярик», «Українські письменники — дітям», «Хочу вчитися краще», «Цікаве образотворче», «Божий промінчик», «Чарівний світ математики», «Чарівний світ мистецтва і природи» та інші. Також публікуються найновіші методичні розробки, конспекти уроків, збірники, добірки нетрадиційного дидактичного матеріалу для вчителів.
Серед підручників та посібників, що рекомендовані Міністерством освіти України, слід зазначити такі: «Математика (рівень стандарту) 10 клас» (Афанасьєва О. М., Бродський Я. С., Павлов О. Л., Сліпенко А. К.), «Алгебра. 9 клас» (Возняк Г. М., Литвиненко Г. М., Мальований Ю. І.), «Образотворче мистецтво» (1, 2, 3 класи) (Резніченко М. І., Трач С. В.), «Музичне мистецтво. 5 клас» (Кондратова Л. Г.), «Правознавство (академічний рівень)» (Ратушняк С. П.), «Правознавство. Практичний курс (навчальний посібник)» (Ратушняк С.П), «Українська мова. Тестові завдання для перевірки знань. 6 клас» (Домарецька Г.А), «Збірник диктантів з української мови. 5-11 класи» (Л. Перейма), «Орфографічний словник учня» (Бурячок А.А) та інші.
«Навчальна книга — Богдан» випускає і чималий асортимент цікавих нотних видань для музичних шкіл, училищ, консерваторій у серіях «Репертуар учня-баяніста», «Репертуар учня-піаніста», «Концертні твори для баяна», «Репертуар ансамблю», «Естрадно-джазові твори», «Концертні твори в стилях популярної музики та джазу», «Старовинна музика в перекладі для баяна (акордеона)», «Панорама сучасного репертуару для баяна (акордеона)» тощо.

### Довідкова література
Видавництво публікує довідкову і словникову літературу. Одним із перших ґрунтовних видань у цій царині став енциклопедичний довідник «Зарубіжні письменники», що вийшов 2005 року. Упорядники двотомника — Борис Щавурський та Ніна Михальська. Довідник знайомить читача з широким колом неперебутніх постатей і явищ світової літератури.
Серія довідникових видань «Мецлер-компакт» була вперше перекладена українською мовою з німецької. До серії входять «Літературознавство. Словник основних понять» (2008), «Німецькомовні письменники» (2008), «Англомовні письменники» (2009), «Філософи. 60 портретів» (2009), «Композитори» (2009).
Видавництво публікує універсальні довідники, словники і розмовники. Серед них слід зазначити «Новий орфографічний словник української мови» (Івченко А. О.), «Словник синонімів української мови» (Вусик О. С.), «Німецько-український та українсько-німецький словник» (Зайковські С. А.), "Великий польсько-український, українсько-польський словник термінології сучасного бізнесу (Домагальскі С.), «Латинсько-український словотвірний словник» (Петрова Г. В.), «Англо-український українсько-англійський ілюстрований словник» (Адамовська Л. М., Зайковскі С. А.), «Словник італійсько-російсько-український, українсько-російсько-італійський» (Золенкова К. Г., Рудзанте Д., Золенкова О. Є.) тощо.
Широко представлені медичні довідкові видання у серіях: «Поради лікаря Євдокименка», «Ваша чудова дитина», «Практичні поради для молодих мам», «Живіть 100 літ!», «Енциклопедія медичних знань», «Таємниці зеленої планети» та інші.
На сьогодні серед словникових і довідникових видань видавництва налічується понад 100 назв.

### Художня література
Видавництво публікує художню літературу. Видаються класичні твори, книги сучасних українських та зарубіжних авторів.
У 2003 році разом із видавництвом «Веселка» започатковано проект — сто томів дитячої бібліотеки «Світовид». Нині вийшли такі всесвітньо відомі твори, як «Три мушкетери» Олександра Дюма, «Різдвяні повісті» Чарлза Діккенса, тетралогія «Чарівник Земномор'я» Урсули Ле Ґуїн, «Алісині пригоди в Дивокраї. Аліса в Задзеркаллі» Льюїса Керрола, «20 000 льє під водою», «П'ятнадцятирічний капітан», «Таємничий острів», «Діти капітана Ґранта» Жюля Верна, «Піонери, або Біля витоків Саскуеханни», «Звіробій», «Останній із Могікан», «Слідопит, або Суходільне море» Джеймса Фенімора Купера та інші. Книги серії неодноразово отримували вищі відзнаки на книжкових форумах.
З 2004 року видавництво «Навчальна книга — Богдан» починає видавати книги для дорослої аудиторії. Цього року виходять у світ «Микола Вінграновський. Вибрані твори. У 3-х томах». Видання було відзначено нагородами «Книга року −2004», «Срібний Нестор-Літописець» Книжкового конкурсу «Дивосвіт України-2004», дипломом Львівського форуму видавців 2005 року; визнане Кращою книгою Міжнародного Тернопільського книжкового форуму «Джура-фест»-2005.
З 2004 року у видавництві «Навчальна книга — Богдан» почала виходити серія «Шедеври світової поезії». Ці книги — білінгви. До серії увійшли книги Едґара Аллана По «Ельдорадо» (2004), Сергія Єсеніна «Любов хулігана» (2007), Райнера Марії Рільке «Темні плачі: поетичні твори» у 2 томах (2007), Ред'ярда Кіплінґа «Межичасся» (2009) тощо.
2009 року з'явилася серія «Український детектив», у якій побачили світ такі книги: «Неврахована жертва. Суто літературне вбивство. Детективні повісті» О. Вільчинського, «Жінка для стіни» В. Лиса, «Для домашнього огнища» І. Франка, «Стіна. Осінні ілюзії. Детективні повісті» С. Ухачевського, «І один у полі воїн» Ю. Дольд-Михайлика, «Капітан Алоїз» О. Гавроша та інші.
2010 року була започаткована серія «Українська фантастика». До неї увійшли твори Р. Росіцького «Місія», О. Левченка «Реальна мандрівка», Д. Кузьменка «Аеніль».
Дитяча література видавництва «Навчальна книга — Богдан» представлена серіями «Казка — не казка, а батькам підказка», «Скарбничка казок світу», «Картинки для дитинки», «Легенди Світокраю», «Для дитячої душі», «Лихо та й годі», «Дівчатка Джаклін», «Пригоди Петсона і Фіндуса», «Пізнаю світ», «Рука в руці».
У видавництві виходять твори популярних сучасних авторів. Наприклад, «Софія», «Гравітація», «Місто карликів», «Чотири дороги назустріч» Лесі Романчук, «Вакації у Танґермюнде» Роксолани Сьоми, «Душі в екзилі» Лесі Білик, «Зламані жоржини», «Небезпечна межа», «Родинні гріхи» Ніни Фіалко та інші.

## Автори
Видавництво «Навчальна книга — Богдан» друкує видатних авторів минулого й сучасності, українських та іноземних письменників.
У розвиток видавництва зробили найбільший внесок такі автори: Н. Будна, З. Головко, Н. Шост, Н. Походжай, М. Беденко, С. Трач, В. Корнієнко, Б. Щавурський, Р. Доценко, М. Богданович, В. Тадеєв, Г. Возняк, Я. Бродський, М. Гаук, Л. Зубович, В. Мельничайко, О. Мельничайко, Г. Домарецька, О. Тебешевська, Л. Златів, С. Зайковскі, М. Пугач, І. Дітчук, В. Островський, М. Сидір, М. Зінчук, В. Талпош, О. Гісем, Л. Романчук, Н. Фіалко, І. Дем'янова, Л. Білик, А. Курков, Ю. Покальчук, М. Пономаренко, В. Васильчук, В. Прудник, Н. Гуменюк, Г. Кирпа, Д. Чередниченко, Г. Малик, Г. Фалькович, А. Григорук та багато інших.
З видавництвом співпрацювали Микола Вінграновський, Василь Скуратівський, Микола Зінчук, Всеволод Нестайко, Андрій Курков, Іван Андрусяк, Павло Вольвач, Володимир Лис, Ігор Січовик, Валерій Войтович, Марія Чумарна, Євген Білоусов, Григорій Фалькович, Ліля Мусіхіна, Наталя Дев'ятко, Олександр Вільчинський, Роман Скиба, Іван Лучук, Ганна Осадко, Борис Щавурський, Олександр Клименко, Галина Пагутяк, Лана Перлулайнен та інші.
Серед зарубіжних письменників, що публікуються у видавництві, варто назвати англійську письменницю Джаклін Вілсон (серія «Дівчатка Джаклін»), канадського письменника Жіля Тібо (серія «Пригоди Ніколаса»), ірландку Сару Різ Бреннан («Демон-трилогія»), шведа Свена Нордквіста (серія «Пригоди Петсона і Фіндуса»), литовця Каспаравічюса Кястутіса («Зникла картина», «Заєць Морквус Великий», «Садівник Флоренціюс», «Білий слон», «Ведмедрівка»), канадця Саншагрін Джосалін (серія «Рука в руці») та інших.

## Художники
У видавництві працюють талановиті художники Володимир Басалига, Ростислав Крамар, Анна Ребрик, Світлана Радчук та інші. В їхньому оформленні побачили світ багато чудових видань, наприклад, серія «Золота пектораль», «Скарби Сходу», «Дивоовид» (Ростислав Крамар), оригінальні видання Г. Сінкевича «Вогнем і мечем», «Афоризми для розуму і серця» (Володимир Басалига), Ш. Перро «Червона шапочка», «Чарівний світ ельфів» (Світлана Радчук) тощо.
Крім того, видавництво співпрацює з такими визначними сучасними художниками та графіками, як Сергій Якутович, Олег Кіналь, Яна Гавриш, Тереза Проць, Світлана Словотенко, Оксана Хейлик, Андрій Говда, творча майстерня «Аґрафка» та інші.
Книги серії «Світовид» «Айвенґо» В. Скотта та «20 000 льє під водою» Ж. Верна стали лауреатами конкурсу «Мистецтво книги України» за художнє оформлення. (Художники В. Басалига, О. Кіналь.)
Книги видавництва «Рукавичка» (2011) та «Ріпка» (2013) в оформленні творчої майстерні «Аґрафка» увійшли до престижного щорічного каталогу найкращих дитячих видань світу «Білі круки».

## Перекладачі
«Навчальна книга — Богдан» видає українською мовою зарубіжних письменників. Серед опублікованих книг можна побачити оригінальні переклади Чарльза Діккенса, Генріка Сенкевича, Льюїса Керрола, Ред'ярда Кіплінґа, Сафі Алі, Аркадія та Бориса Стругацьких, Василя Головачова, Едґара Аллана По, Урсули Ле Ґуїн, Лімана Баума, Джеральдін Мак-Коркран, Мацуо Басьо, Йоси Бусона, Кобаясі Ісса, Масаока Сікі та інших.
Переклади іноземних авторів для видавництва здійснювали Валентин Корнієнко, Юрій Покальчук, Роман Гамада, Валерій Рибалкін, Наталія Дьомова, Володимир Чернишенко, Анатолій Онишко, Ярема Полотнюк, Євген Литвиненко, Олександр Мокровольський, Дмитро Чередниченко, Іван Бондаренко та інші.

## Серії книг (вибірково)
- Метцлер-компакт
- Шедеври світової поезії
- Світовид
- Золота пектораль
- Дивоовид
- Ім'я на обкладинці
- Скарби сходу
- Горизонти фантастики
- Український бойовик
- Легенди Світокраю
- Лихо та й годі
- Дівчатка Джаклін
- Пригоди Петсона і Фіндуса
- Картинки для дитинки
- Бібліотека вчителя
- Словничок школяра
- Я пізнаю світ
- Дитина і світ
- Казка — не казка, а батькам підказка
- Математика з усмішкою
- Рука в руці
- Оксфордське коротке введення

## Дім книги
Ще один важливий напрямок роботи видавництва — розповсюдження книг. Видавництво має розгорнену мережу магазинів «Дім книги». Магазини є у таких містах, як Київ, Львів, Тернопіль, Чернівці, Рівне, Луцьк, Вінниця, Хмельницький, Славута, Монастириська тощо.

## Відзнаки та нагороди
За роки свого існування «Навчальна книга — Богдан» випустила у світ чимало актуальної літератури. Є видання, що стали справжньою візитівкою видавництва.
Так, у 2003 році на І Тернопільському книжковому форумі у номінації «Довідкові видання» як найкраща книга переміг «Універсальний довідник школяра», а у номінації «Підручники та поліграфічне виконання» — «Математика. Підручник. 1 клас.» Н. Будної, М. Беденка, «Барвисті задачі» М. Беденка.
У 2004 році перший том книг «Микола Вінграновський. Вибрані твори. У 3-х томах» виборов приз «Срібний Нестор-Літописець» і посів перше місце в номінації «Хрестоматія».
У 2005 році на III Тернопільському міжнародному книжковому форумі у номінації «Енциклопедично-довідкова література» перемогли книги «Зарубіжні письменники. Т. 1» та «Універсальний словник української мови».
У серпні 2005 року на III Тернопільському Міжнародному книжковому форумі в номінації «Художня література» було оголошено «Кращою книгою року» видання «Микола Вінграновський. Вибрані твори. У 3-х томах».
2005 року на Львівському форумі видавців видавництво отримало грамоту за видання «Микола Вінграновський. Вибрані твори. У 3-х томах».
VII Київський міжнародний книжковий ярмарок «Книжковий світ—2005» відзначив дипломом серію книжок «Українські народні казки» у номінації «Оригінальний видавничий проект».
2006 року в конкурсі «Книжковий дивосвіт України», що проводився у рамках IX Київського міжнародного книжкового ярмарку «Книжковий світ—2006», диплом у номінації «Найкраща перекладна література» вибороло двотомне видання Генрика Сенкевича «Вогнем і мечем» у перекладі Є. Литвиненка.
Крім того, двотомник «Зарубіжні письменники. Енциклопедичний довідник» посів перше місце на конкурсі «Книжковий дивосвіт України» у номінації «Найкраще енциклопедично-довідкове видання 2006 року» і отримав приз «Нестор-Літописець».
2007 року на X Київському міжнародному книжковому ярмарку Книжковий світ" у конкурсі «Книжковий дивосвіт України» антологія української поезії XX ст. «Дивоовид» посіла друге місце у номінації «Найкраще навчальне та навчально-методичне видання»; хрестоматія «Світ від А до Я» (Д. Чередниченко, Г. Кирпа) виборола третє місце у номінації «Найкраще навчальне та навчально-методичне видання», двотомне видання Райнера Марії Рільке «Темні плачі: поетичні твори» також нагороджене дипломом у номінації «Найкраще перекладне видання».
2008 року такі книги видавництва «Навчальна книга — Богдан» отримали визнання та відзнаки Х Всеукраїнського рейтингу «Книжка року—2008»: у номінації «КРАСНЕ ПИСЬМЕНСТВО»:
— «Дивоовид. Антологія української поезії XX століття» (упорядкування І. Лучука);
— «Літургія кохання. Антологія української любовної лірики кінця XIX — початку XXI століття» (упорядкування І. Лучука);
— «Біла книга кохання. Антологія української еротичної поезії» (упорядкування І. Лучука та В. Стах);
у номінації «ДИТЯЧЕ СВЯТО»:
— «Давня історія України: Ілюстрована історія України в художньо-історичних образах. Хрестоматія» (упорядкування Ю. Вовка);
у номінації «ОБРІЇ»:
―"Повний атлас лікарських рослин" М. М. Сафонова.
2008 року на 11-му міжнародному книжковому ярмарку «Медвін» видавництво «Навчальна книга — Богдан» отримало низку нагород на конкурсі «Книжковий дивосвіт України»:
— приз «Нестор-Літописець» — за підручники для 7-8 класів «Геометрія. Поглиблений курс», що посіли перше місце у номінації «Найкраще навчально-методичне видання»;
― приз «Нестор-Літописець» за книжку Л. Френка Баума «Життя та пригоди Санта-Клауса», що посіла перше місце у номінації «Найкраща дитяча книжка»;
― диплом за серію поетичних антологій «Дивоовид», відзначену в номінації «Оригінальний видавничий проект»;
— диплом за тритомне видання «Юрка Іллєнка Доповідна Апостолові Петру», що посіло друге місце у номінації «Найкраще літературно-художнє видання».
2010 року видавництво отримало відзнаки XIII Київського міжнародного книжкового ярмарку «КНИЖКОВИЙ СВІТ—2010»:
— приз «Нестор-Літописець» за видання Станіслава Домагальскі «Великий польсько-український, українсько-польський словник. Термінології сучасного бізнесу», що посіло перше місце у номінації «Найкраще енциклопедично-довідкове видання».
— диплом за видання Романа Скиби «Перевіршики», «Рибне місце», що посіли друге місце у номінації «Найкраща дитяча книжка»;
― диплом за видання «Поетична антологія» у трьох книгах у номінації «Оригінальний видавничий проект».
2011 року книжка «Рукавичка», створена у співпраці з творчою майстернею «Аґрафка» (Романа Романишин та Андрій Лесів), отримала гран-прі книжкової премії «Книжкове Левеня» на Львівському міжнародному дитячому фестивалі.
Крім того, «Рукавичка» отримала Почесну грамоту для видавця на міжнародному конкурсі оригінальних ілюстрацій для дитячої та молодіжної книги у Братиславі (ВІВ—2011) за нове мистецьке втілення добре знаної народної казки.
2011 року «Рукавичка» увійшла до престижного міжнародного щорічного каталогу «Білі круки», виданого Міжнародною дитячою бібліотекою (м. Мюнхен, 2011).
XVIII Форум видавців (2011) у Львові приніс видавництву «Навчальна книга — Богдан» аж дві почесні нагороди — відзнаки книжкового конкурсу Форуму видавців «Найкраща книга» за поетичні антології «Чорне і червоне: сто українських поетів XX сторіччя» та «Червоне і чорне: сто українських поеток XX сторіччя» в упорядкуванні Бориса Щавурського і за оригінальне видання української народної казки «Рукавичка», створеного творчою майстернею «Аґрафка».
2012 року на Львівському міжнародному дитячому книжковому фестивалі були нагороджені премією «Левеня» такі книги видавництва «Навчальна книга — Богдан»: «Ріпка. По-новому розповів Іван Франко» — за найкращий артпроєкт, «Де закінчується тротуар» Шелдона Сільверстейна та «Коник, равлик і зозуля» — за відкриття для українських дітей.
2013 року на Львівському міжнародному дитячому книжковому фестивалі премію «Книжкове Левеня» отримали «Пластилінові загадки» Ганни Осадко.
2013 року «Ріпка» в оформленні творчої майстерні «Аґрафка» увійшла до престижного щорічного каталогу найкращих дитячих видань світу «Білі круки-2013».

## Цікаві факти
- У творчому колективі видавництва працюють сучасні письменники Борис Щавурський, Володимир Дячун, Ганна Осадко, Ліля Мусіхіна, Ірина Дем'янова.
- 2013 року українському перекладачеві Роману Гамаді за серію «Скарби Сходу», що виходить друком у видавництві, присудили Державну літературну премію імені Григорія Кочура. Цього ж року Роман Гамада отримав премію імені Максима Рильського за переклади книг Алі Сафі «Захоплюючі розповіді» та «Бахтіяр-наме» із серії «Скарби Сходу»
- Книги видавництва двічі входили до престижного щорічного каталогу найкращих дитячих видань світу «Білі круки»: «Рукавичка» (2011) та «Ріпка» (2013) в оформленні творчої майстерні «Аґрафка».